# Ковригино (Костромская область)
Ковригино — упразднённая в 2025 году деревня в Кадыйском районе Костромской области. Входила в состав Столпинского сельского поселения. 

## География
Урочище находится в центральной части Костромской области, в подзоне южной тайги, 
Урочище находится в юго-восточной части Костромской области, в подзоне южной тайги, в пределах Ветлужско-Унженской низменности, на левобережье Волги, на расстоянии приблизительно 46 километров (по прямой) на юг-юго-запад  от посёлка городского типа Кадый, административного центра района.   

### Климат
Климат характеризуется как умеренно континентальный, с продолжительной холодной многоснежной зимой и коротким сравнительно тёплым летом. Среднегодовая многолетняя температура воздуха составляет 3,1 °С. Средняя температура воздуха самого холодного месяца (января) — −11,8 °C (абсолютный минимум — −46 °C); самого тёплого месяца (июля) — 17,6 °C (абсолютный максимум — 37 °С). Безморозный период длится около 131 дня. Продолжительность периода активной вегетации растений (выше 10 °C) составляет примерно 127 дней. Годовое количество атмосферных осадков — 593 мм, из которых до 470 мм выпадает в тёплый период.

## История
Известна была с 1872 года как деревня Коврыгино с 20 дворами, в 1907 году отмечено здесь было 38 дворов.
Исключена из учётных данных в 2024 году.

## Население
| 2008 | 2010 | 2014 |
| ---- | ---- | ---- |
| 0    | →0   | →0   |

Постоянное население составляло 159 человек (1872 год), 163 (1897), 241 (1907), 0 как в 2002 году, так и в 2022.